# 南駅 (ブダペスト地下鉄)
座標: 北緯47度29分58.26秒 東経19度01分29.28秒 / 北緯47.4995167度 東経19.0248000度
南駅（みなみえき）とは、ハンガリー共和国ブダペスト県ブダペスト市に位置するブダペスト地下鉄2号線の駅である。

## 駅構造
- 島式ホーム1面2線を有す地下駅。
- 深さ25.32m地点に存在する。

## 駅周辺
- ハンガリー国鉄ブダペスト南駅

## 歴史
- 1972年12月22日 : 開業。

## 隣の駅
ブダペスト地下鉄
■2号線
南駅 - セール・カールマーン広場駅